# Tipula accumulatrix
Tipula accumulatrix är en tvåvingeart som beskrevs av Alexander 1951. Tipula accumulatrix ingår i släktet Tipula och familjen storharkrankar.
Artens utbredningsområde är Guatemala. Inga underarter finns listade i Catalogue of Life.